# Punk țigănesc

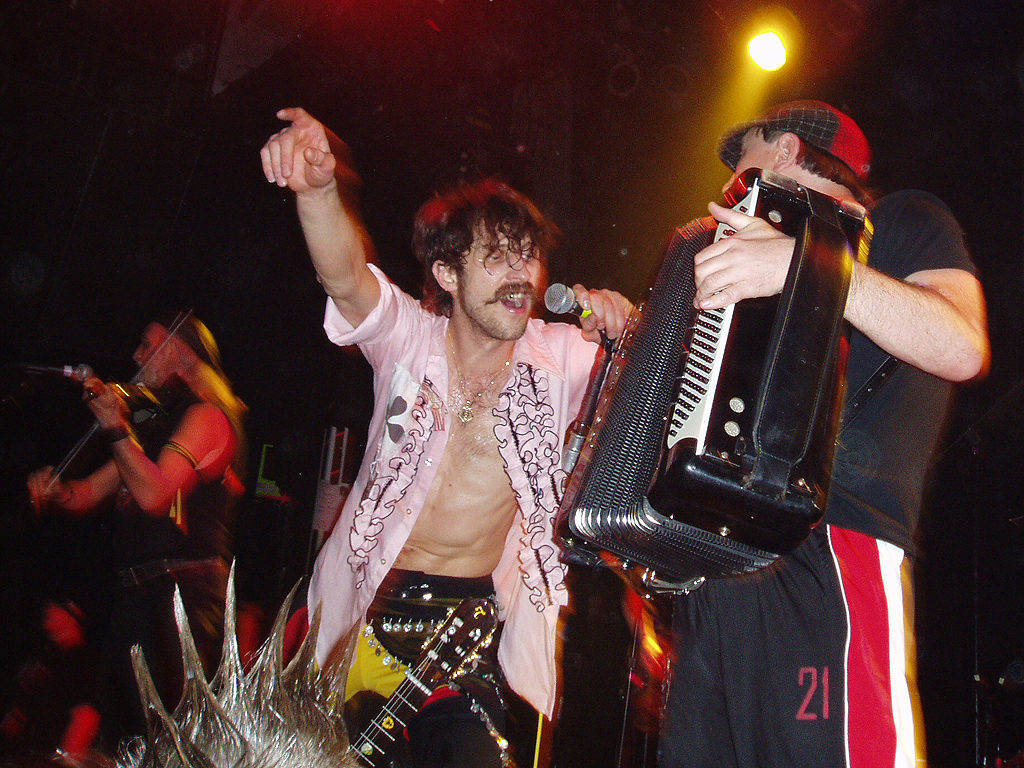
Gogol Bordello, în 2006

Punkul țigănesc este un stil de muzică hibrid ce combină muzica punk rock cu cea tradițională a rromilor. Termenul a fost folosit prima dată de către Eugene Hütz, referitor la trupa sa, Gogol Bordello.
Trupe reprezentative pentru acest gen sunt Gogol Bordello, Crash Nomada, DeVotchKa, Haydamaky, J.U.F., Golem, Zydepunks, Kultur Shock, Jason Webley , într-o oarecare măsură, Emir Kusturica & The No Smoking Orchestra și Alamaailman Vasarat. 
Trupele de punk țigănesc combină, în general, ritmuri de muzică rock cu instrumente tradiționale din lumea țigănească, cum sunt vioara, acordeonul, trompeta și saxofonul. În plus, având în vedere marea varietate culturala a rromilor, multe formații folosesec multe limbi în versurile lor, adesea schimbând limba în care se vorbește de mai multe ori în acelasi cântec.

## Formații notabile de gypsy punk
- Afenginn
- Alamaailman Vasarat
- Alejandro Toledo and the Magic Tombolinos
- Baildsa
- Blackbird RAUM
- Crash Nomada
- Diego's Umbrella
- Dorlene Love
- Emir Kusturica & The No Smoking Orchestra
- Firewater
- Gogol Bordello
- Golem
- J.U.F.
- Kultur Shock
- The Mouldy Lovers
- The Penny Black Remedy
- Räfven
- Viza